# Бике
Бике (до 2021 года — Ленино) — село в Мамлютском районе Северо-Казахстанской области Казахстана. Административный центр сельский округ Бике. Код КАТО — 595245100.

## Население
В 1999 году население села составляло 895 человек (461 мужчина и 434 женщины). По данным переписи 2009 года, в селе проживало 553 человека (278 мужчин и 275 женщин).

## История[4]
В 1930 году был организован колхоз имени Ленина, который входил в состав Кзыласкерского района.
С 1935 года по 1941 год было открыто 3 животноводческие фермы и 1 птицеферма.
В 1938 году была построена школа.
В 1954—1957 годах труженики колхоза участвовали в освоении целинных и залежных земель.
В 1971 году восьмилетняя школа была преобразована в Ленинскую среднюю школу.
В 1978 году в совхозе была построена новая типовая школа.